# Critique de la raison dialectique
Ne doit pas être confondu avec Critique de la raison pure ou Critique de la raison pratique.
La Critique de la raison dialectique est une œuvre philosophique majeure du philosophe français Jean-Paul Sartre, publiée en 1960, avec pour sous titre Théorie des ensembles pratiques et précédée de l'article, écrit en 1959, Questions de méthode, marquant l'affirmation marxiste de Sartre.
Prenant en compte l'individu en société et dans l'historicité qui le façonne, l'ouvrage se veut dépasser le simple cas de l'individu, vu comme pure conscience individuelle (Pour-Soi), tel exprimé dans son ouvrage majeur qu'est L'Être et le Néant qui était dans la continuité de La Transcendance de l'Ego.

## Histoire
Cet écrit historique de 1960 a une postérité après la mort de Sartre en 1980, à la suite des publications posthumes de ses écrits, notamment par Arlette Elkaïm-Sartre.
Paraît ainsi, en 1985, le tome 2 de la Critique de la raison dialectique, nommé L'intelligibilité de l'Histoire.
Paraît à la même époque un ouvrage « intermédiaire » entre L'Être et le Néant et la Critique de la raison dialectique, nommé Cahiers pour une morale, « intermédiaire » au sens chronologique (il est tiré de notes rédigées entre 1947 et 1948), mais aussi parce qu'il établit par la notion de morale, qu'au-delà de dieux pour fixer des normes, des règles historiques imposent aux individus d'en fixer.

## Contenu
Tome I Théorie des ensembles pratiques, précédé de Questions de méthode.
Sartre présentait ainsi lui-même cet ouvrage : « Y a-t-il une Vérité de l'homme ? Personne – pas même les empiristes –  n'a jamais nommé Raison la simple ordonnance – quelle qu'elle soit – de nos pensées. Il faut, pour un « rationaliste », que cette ordonnance  reproduise ou constitue l'ordre de l'Être. Ainsi la Raison est un certain rapport de la connaissance et de l'Être. De ce point de vue, si le rapport de la totalisation historique et de la Vérité totalisante doit pouvoir exister et si ce rapport est un double mouvement dans la connaissance et dans l'Être, il sera légitime d'appeler cette relation mouvante une Raison ; le but de ma recherche sera donc d'établir si la Raison positiviste des sciences naturelles est bien celle que nous retrouvons dans le développement de l'anthropologie ou si la connaissance et la compréhension de l'homme par l'homme impliquent non seulement des méthodes spécifiques mais une Raison nouvelle, c'est-à-dire une relation nouvelle entre la pensée et son objet. En  d'autres termes, y a-t-il une Raison dialectique ? »"
Présentation de l'éditeur.
Tome II (inachevé) L'intelligibilité de l'Histoire.
Y a-t-il un sens de l'histoire ? Telle était la question à laquelle Sartre aurait voulu répondre au terme de ce deuxième tome de la Critique, rédigé en 1958 et resté inachevé.

## Réception
La Pensée Sauvage de Claude Lévi-Strauss est en partie consacrée à une discussion avec les thèses de Sartre, auquel le dernier chapitre est plus particulièrement dédié. C. Lévi-Strauss avait consacrée une année de son séminaire à l'EHESS à une lecture de la Critique de la raison dialectique.  

## Mise en pratique
Tout en rédigeant sa Critique Sartre a voulu la mettre en pratique. Aussi il rédige en parallèle L'Idiot de la famille, consacré à Flaubert resté lui aussi inachevé.